# Tiegs for Two
Tiegs for Two (titulado Tiegs para dos en Hispanoamérica y España) es el décimo cuarto episodio de la novena temporada de la serie de televisión animada de Comedia Padre de familia. Se emitió originalmente el 10 de abril de 2011 mediante FOX.

## Argumento
Lois pide a Peter  ir a recoger su ropa en una tienda de tintorería. Peter le explica que él mandó su camisa blanca favorita a lavar en la tintorería, pero cuando va a recoger la camisa, se entera de que el propietario, el Sr. Lava Lava, la ha perdido. Esto hace que Peter se niegue a visitar su estableciemento mucho tiempo, alegando que el Sr. Lava Lava robó. Lois se niega rotundamente a encontrar una nueva tintorería y lo invita a cenar. Peter lucha con el Sr. Lava Lava durante la cena acerca de su camisa; Lava Lava sale en una rabieta, prohibiendo los Griffins acercarse a su tienda de por vida. Más tarde esa noche, Peter y Chris van a la casa del señor Lava Lava. Peter entonces se cuela en el interior y encuentra una camisa similar, pensando que el limpiador ha robado. Cuando se lo prueba, descubre que no es la camisa y comienza a luchar con el Sr. Lava Lava, perdiendo y por esa razón termina en la cárcel. Brian va a pagar su fianza, y se encuentra con una mujer, Denise, con quien pronto comienza a haber atracción entre ambos. Brian más tarde le dice a Lois acerca de Denise, y trata de impresionarla invitando a Denise en una cita. Sin embargo, cuando Brian llama por teléfono, Denise lo rechaza,  enviándoloe inmediatamente el perro en una profunda depresión.
Después de que Peter se entera de la depresión de Brian, le sugiere que tome la clase de Quagmire en como salir con mujeres. A pesar de la relación hostil del perro con Quagmire, Brian decide probar el programa de esa noche. Inicialmente, Quagmire se niega a aceptar a Brian en la clase, pero cuando Brian comprueba que pagó por la clase, a regañadientes Quagmire permite que se quede y Brian acompaña a la clase a un bar local para conseguir chicas. Brian engancha con éxito con una mujer obesa llamada Bettina, y vuelve a casa vestido con ropa desagradable antes de salir a tratar de nuevo con Denise. En la cita, ella se decepciona con Brian debido a su arrogancia, cosa que Quagmire le enseñó para tener éxito, ella furiosa lo deja. Enfurecido con Quagmire, Brian lo culpa por arruinar su vida, Quagmire responde que el curso está sobre conseguir "una noche divertida", no para encontrar a la mujer adecuada. Quagmire luego admite que todavía está enamorado de su exnovia, Cheryl Tiegs (mencionado por primera vez en "Jerome is the New Black", como la única mujer que realmente amaba Quagmire, él dice que su ruptura es la razón por la que es un adicto al sexo ), que data de la década de 1980, pero lo dejó por sus constantes celos. Cheryl aparece en la casa de Quagmire al día siguiente, con su nuevo novio, Brian, que se burla de Quagmire antes de irse con ella. Enfurecido, Quagmire intenta pelear con Brian por salir con Cheryl, pero es detenido por Peter, que en realidad está bastante impresionado con la hazaña de Brian.
Esa noche, Brian lleva a Cheryl a cenar, donde Quagmire descubre a los dos. Quagmire se ofrece a comprar la cena para los dos, junto con su nueva novia, Jillian, con quien Brian había salido. Celosos, Brian y Quagmire comienzan a luchar y señalando los defectos del otro en frente de Cheryl y Jillian haciendo que ellas se marchen y terminen con sus cita. Brian sugiere que su problema con Quagmire por fin ha llegado a su fin y que tuvieron que robar las chicas del otro para finalmente convertirse en amigos de nuevo,  Quagmire acepta a regañadientes. Sin embargo, cuando Brian pide a Quagmire que lo lleve a su casa debido a que él no tiene automóvil, Quagmire acepta, pero antes de que él pueda subirse, Quagmire le acelera y lo atropella.

## Recepción

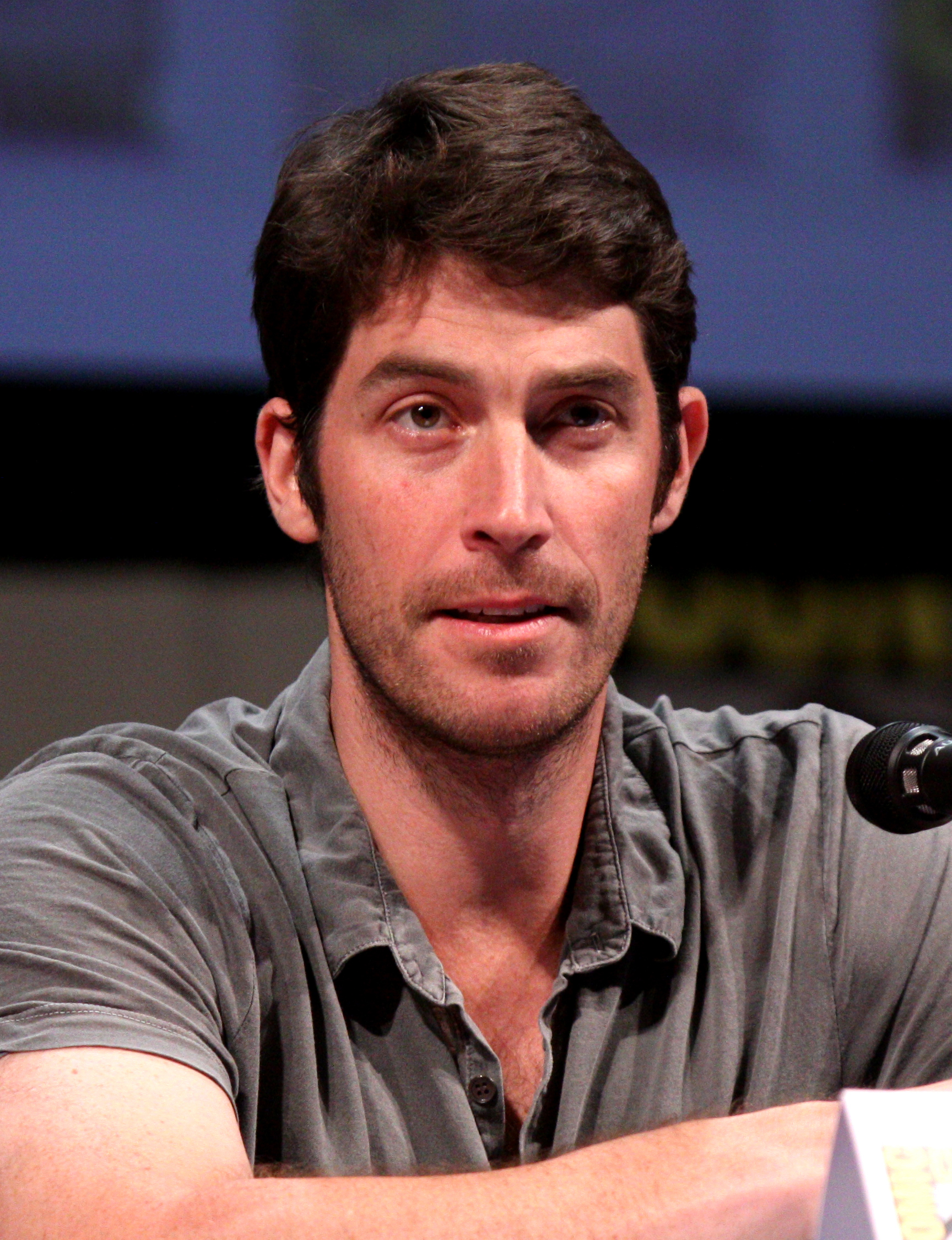
John Viener escribió el episodio.

En una revisión simultánea con American Dad, Los Simpson, Bob's Burgers y The Cleveland Show, Rowan Kaiser de The AV Club llamó el episodio "muy gracioso", diciendo que "[la] primera mitad es un recuerdo mágico de lo que hacía que Padre de familia trabajara unas buenas vacaciones en la moral experimental y el anti-humor que compone tanto del programa en los últimos meses." El episodio recibió una B +, la mejor calificación de la noche ante el episodio de Bob's Burgers episode "Burger Wars" , el episodiode American Dad!  "License to Till", El episodio de Los Simpsons "The Great Simpsina", y el episodio de The Cleveland Show "Ship'rect".